# Cserépfalu
Cserépfalu es un pueblo ubicado en el distrito de Mezőkövesd, en el condado de Borsod-Abaúj-Zemplén, Hungría.

## Superficie
Posee una superficie de 44,65 kilómetros cuadrados.

## Demografía
Hasta 2019 la población era de 942 habitantes, con una densidad de población de 21,10 habitantes por kilómetro cuadrado.